# Хон'імбо

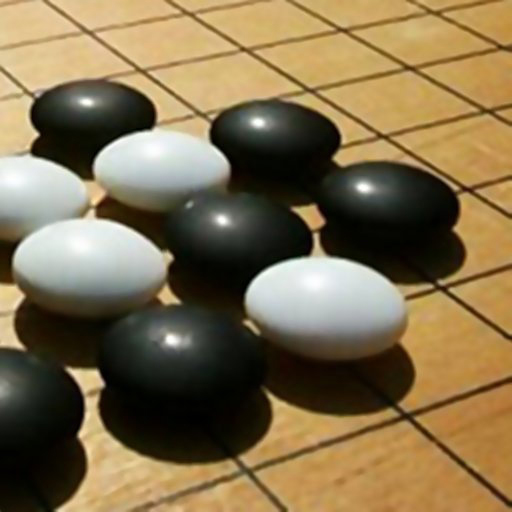

Хон'імбо (яп. 本因坊, ほんいんぼう) — одна з чотирьох історичних шкіл Ґо в Японії, також назва сучасного титулу в японському го. Заснував школу Хон'імбо Санса.

## Школа Хон'імбо
Школа Хон'імбо була заснована в 1612 році і проіснувала до 1940 року. Найсильніший гравець школи традиційно приймав прізвище Хон'імбо і змінював певним чином своє власне ім'я. За час свого керування школою він призначав собі спадкоємця, вибираючи найсильнішого учня.
Впродовж кількох століть школа Хон'імбо була найсильнішою в Японії.
Хон'імбо Сюсай перед Другою світовою війною продав титул Хон'імбо газеті «Майніті Сімбун», що виступила ініціатором створення турніру, переможець якого отримував право носити прізвище Хон'імбо впродовж року. Після цього школа Хон'імбо припинила своє існування, поступившись іншим структурам.

## Титул Хон'імбо
Турнір на звання Хон'імбо відбувається щороку, починаючи з 1941. Спонсором першости виступає газета «Майніті Сімбун». За сьогочасною структурою турнір поділяється на відбіркові змагання, що проводяться на вибування, а також лігу Хон'імбо, в якій 8 відібраних гравців за коловою системою визначають претендента на титул. Переможець ліги дістає право кинути виклик поточному володарю титулу в матчі до чотирьох перемог.
Турнір на звання Хон'імбо вважається найпрестижнішим в країні, з огляду на історичну значимість титулу, проте за призовим фондом він поступається турнірам на звання Мейдзіна і Кісея.
Переможець турніру нагороджується правом носити впродовж року прізвище Хон'імбо. Японські гравці, які вибороли цей превілей, змінюють також власне ім'я. Так, Такуґава Каку, дев'ятиразовий тріумфатор змагань, називав себе Хон'імбо Сюкаку.
У 2010 році титул Хон'імбо завоював, а в 2011 обстояв Ямасіта Кейґо, який прийняв ім'я Хон'імбо Дова.
Окрім основного титулу Хон'імбо, існує багато турнірів, що носять аналогічне ім'я: жіночий Хон'імбо, любительський Хон'імбо, студентський Хон'імбо, Хон'імбо окремих міст та районів Японії тощо.

## Список спадкоємих Хон'імбо
- 1-й Хон'імбо, Санса (算砂, 1612—1623)
- 2-й Хон'імбо, Сан'ецу (算悦, 1630—1658)
- 3-й Хон'імбо, Доецу (道悦, 1658—1677)
- 4-й Хон'імбо, Досаку (道策, 1677—1702)
  - 跡目 Хон'імбо, Дотекі (道的)
  - 跡目 Хон'імбо, Сакуґен (策元)
- 5-й Хон'імбо, Доті (道知, 1702—1727)
- 6-й Хон'імбо, Тіхаку (知伯, 1727—1733)
- 7-й Хон'імбо, Сюхаку (秀伯, 1733—1741)
- 8-й Хон'імбо, Хакуґэн (伯元, 1741—1754)
- 9-й Хон'імбо, Сацуґен (察元, 1754—1788)
- 10-й Хон'імбо, Рецуґен (烈元, 1788—1808)
- 11-й Хон'імбо, Ґендзьо (元丈, 1809—1827)
- 12-й Хон'імбо, Дзьова (丈和, 1827—1839)
- 13-й Хон'імбо, Дзьосаку (丈策, 1839—1847)
- 14-й Хон'імбо, Сюва (秀和, 1847—1873)
  - 跡目 Хон'імбо Сюсаку (秀策)
- 15-й Хон'імбо, Сюецу (秀悦, 1873—1879)
- 16-й Хон'імбо, Сюґен (秀元, 1879—1884)
- 17-й Хон'імбо, Сюей (秀栄, 1884—1886)
- 18-й Хон'імбо, Сюхо (秀甫, 1886)
- 19-й Хон'імбо, Сюей (秀栄, 1887—1907)
- 20-й Хон'імбо, Сюґен (秀元, 1907—1908)
- 21-й Хон'імбо, Сюсай[en] (秀哉, 1908—1940)

Хон'імбо Сюсаку (1829—1862) був обраним спадкоємцем і повинен був стати 15-м Хон'імбо, але не встиг — помер під час епідемії.

## Почесні Хон'імбо
За рішенням Ніхон-кіін гравцю, який вигравав титул Хон'імбо п'ять разів поспіль і більше, присвоюється титул почесного Хон'імбо. Такий гравець здобуває право довічно носити це прізвище. Почесними Хон'імбо ставали:
- Такуґава Каку
- Саката Ейо
- Ісіда Йосіо
- Чо Чікун

## Київський Хон'імбо
Турнір на звання київського Хон'імбо проводився в 2004 році за системою, близькою до системи аналогічного японського турніру. Переможцем турніру став Дмитро Богацький, 6 дан. Наступного року було вирішено розширити географію учасників і перейменувати турнір в «Український мейдзін».